# Lista celor mai lungi biserici din lume

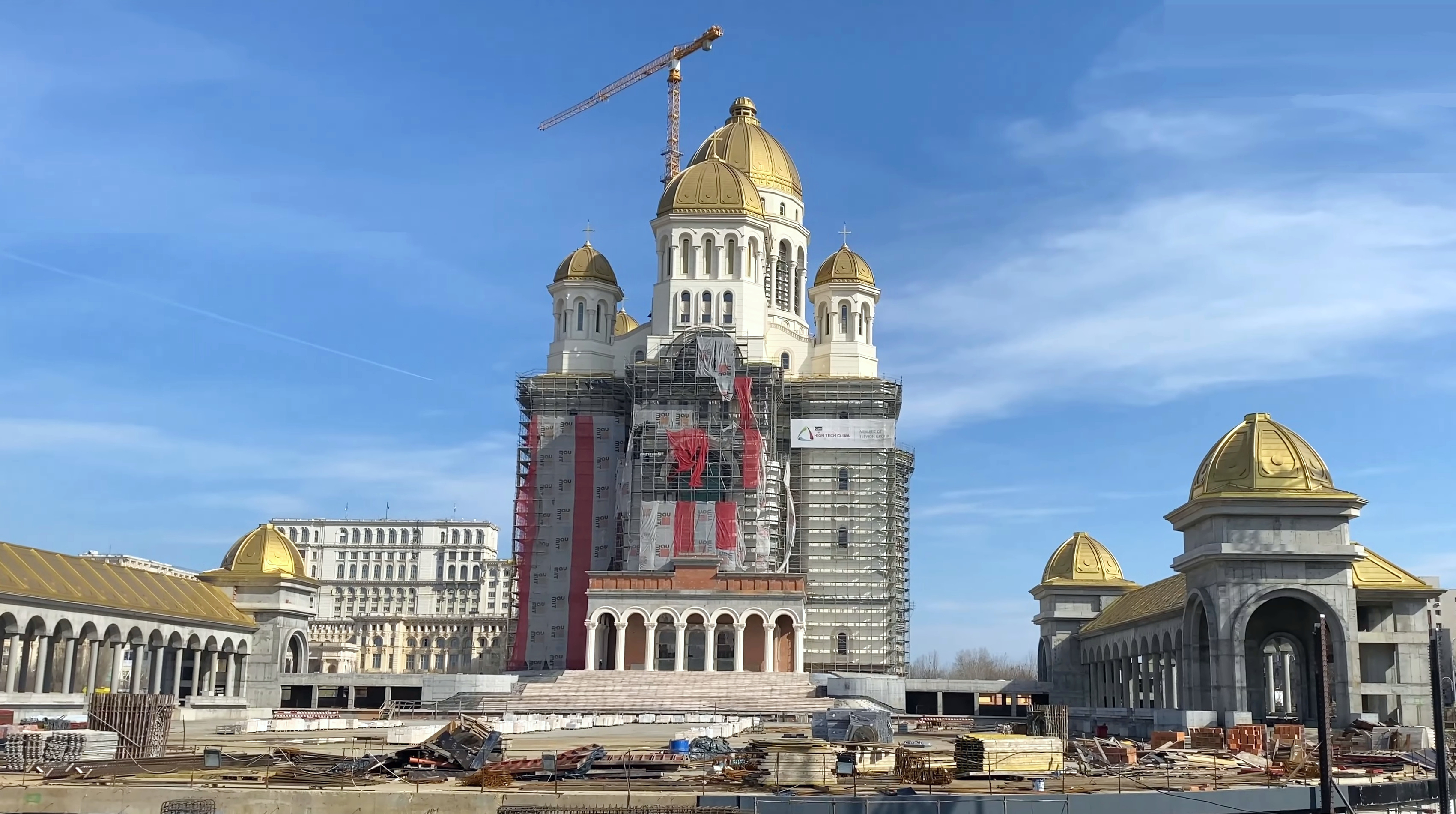
Catedrala Mântuirii Neamului din Dealul Patriarhiei, cea mai înaltă, cea mai lungă și cea mai mare după volum și suprafață biserică ortodoxă din lume

Lista celor mai lungi biserici din lume clasează bisericile în funcție de dimensiunea structurală orizontală maximă (lungime).
Lista include edificiile dedicate cultului creștin, ale tuturor confesiunilor recunoscute ale creștinismului. Sunt incluse catedrale (sediul unui episcop) și bazilici, dar nu sunt incluse templele altor religii, precum moscheile și sinagogile. Excepție face Hagia Sofia, care, deși funcționează în prezent ca moschee, a fost construită pentru a servi drept catedrală a Patriarhiei Ecumenice de Constantinopol.
Cea mai lungă biserică din lume este Bazilica Sfintei Cruci din Valea Cuelgamuros din Spania, construită în subteran prin forarea unei creste din granit. Deasupra bisericii a fost ridicată o cruce cu o înălțime de 150 de metri, cea mai înaltă cruce memorială din lume.
Cea mai lungă biserică ortodoxă din lume este Catedrala Mântuirii Neamului din București, care măsoară 126 de metri lungime.
| Imagine | Nume | Lungime  | Lungime  | Lungime | Lățime | An           | Oraș                                   | Țară             | Coordonate                                                        |
| Imagine | Nume | exterior | interior | navă    | Lățime | An           | Oraș                                   | Țară             | Coordonate                                                        |
| Imagine | Nume | m        | m        | m       | m      | An           | Oraș                                   | Țară             | Coordonate                                                        |
|         | |          |          |         |        |              |                                        |                  |                                                                   |
| ------- | --- | -------- | -------- | ------- | ------ | ------------ | -------------------------------------- | ---------------- | ----------------------------------------------------------------- |
|         | Bazilica Sfintei Cruci din Valea Cuelgamuros (în spaniolă Basílica de la Santa Cruz del Valle de los Caídos)                                | >280     | 262      | 89      | 18     | 1959         | Madrid                                 | Spania           | 40°38′31″N 4°09′10″W / 40.64185532113239°N 4.152762691650684°V    |
|         | Bazilica Sfântul Petru (în italiană Basilica Papale di San Pietro)                                                                          | 211,5    | 186,36   | 91      | 150    | 1506–1626    | Vatican                                | Vatican          | 41°54′08″N 12°27′14″E / 41.90216528358571°N 12.453934614771676°E  |
|         | Bazilica Notre-Dame de la Paix (în franceză Basilique Notre-Dame-de-la-Paix de Yamoussoukro)                                                | 195      |          |         | 150    | 1990         | Yamoussoukro                           | Coasta de Fildeș | 6°48′41″N 5°17′47″W / 6.811254965783055°N 5.296427653005222°V     |
|         | Catedrala din Liverpool (în engleză Liverpool Cathedral)                                                                                    | 188,7    | 146      | 59      | 60     | 1978         | Liverpool                              | Regatul Unit     | 53°23′51″N 2°58′24″W / 53.39746075542817°N 2.973304320654509°V    |
|         | Biserica mănăstirii Cluny (în franceză Abbaye de Cluny)                                                                                     | 187      |          |         |        | 1130         | Cluny                                  | Franța           | 46°26′05″N 4°39′31″E / 46.43480167405975°N 4.658515948786019°E    |
|         | Catedrala Sfântul Ioan cel Divin (în engleză Cathedral of St. John the Divine)                                                              | 183,18   |          | 70      | 70,7   | 1892         | New York City                          | Statele Unite    | 40°48′15″N 73°57′45″W / 40.80411321454211°N 73.96256540189746°V   |
|         | Bazilica Catedralei Altarului Național al Maicii Domnului (în portugheză Catedral Basílica do Santuário Nacional de Nossa Senhora Aparecida | 173      | 168      |         | 168    | 1955         | Aparecida                              | Brazilia         | 22°51′02″S 45°14′01″W / 22.850541684726927°S 45.2337254143839°V   |
|         | Catedrala din Winchester (în engleză Winchester Cathedral)                                                                                  | 170,1    |          |         |        | 1079-c. 1400 | Winchester                             | Regatul Unit     | 51°03′38″N 1°18′47″W / 51.06068836029823°N 1.313146070922562°V    |
|         | Catedrala St Albans (în engleză St Albans Cathedral)                                                                                        | 167,8    |          | 84      | 58,5   | c. 1080-1200 | St Albans                              | Regatul Unit     | 51°45′02″N 0°20′32″W / 51.75045584620624°N 0.3423359247018301°V   |
|         | Catedrala Ely (în engleză Ely Cathedral) | 165      |          | 75      |        | c. 1081-1189 | Ely                                    | Regatul Unit     | 52°23′55″N 0°15′50″E / 52.398659332394004°N 0.26378416421913803°E |
|         | Westminster Abbey | 161,5    | 156      |         |        | c. 1065-1745 | Londra                                 | Regatul Unit     | 51°29′58″N 0°07′38″W / 51.499369437358304°N 0.1272912572244355°V  |
|         | Catedrala Națională din Washington (în engleză Washington National Cathedral)                                                               | 160      |          |         |        | 1990         | Washington, DC                         | Statele Unite    | 38°55′50″N 77°04′15″W / 38.930586589613874°N 77.07077512422318°V  |
|         | Domul din Milano (în italiană Duomo di Santa Maria Nascente)                                                                                | 158,50   | 148,50   |         | 93     | 1386–1965    | Milano                                 | Italia           | 45°27′51″N 9°11′31″E / 45.46409750973176°N 9.191930959453542°E    |
|         | Catedrala din Canterbury (în engleză Canterbury Cathedral)                                                                                  | 158,4    |          |         |        | 1077         | Canterbury                             | Regatul Unit     | 51°16′47″N 1°04′58″E / 51.279796652320215°N 1.0828051613495522°E  |
|         | Catedrala Saint Paul din Londra (în engleză St Paul's Cathedral)                                                                            | 158,10   |          |         | 75     | 1677–1708    | Londra                                 | Regatul Unit     | 51°30′50″N 0°05′54″W / 51.51384477891371°N 0.09834591311232622°V  |
|         | Catedrala Sfântul Petru din York (în engleză Cathedral and Metropolitical Church of Saint Peter in York)                                    | 158      |          |         | 159    | 1220–1472    | York                                   | Regatul Unit     | 53°57′44″N 1°04′55″W / 53.962328383480084°N 1.0819184912394217°V  |
|         | Catedrala din Lincoln (în engleză Lincoln Cathedral)                                                                                        | 156,05   |          |         |        | 1311         | Lincoln                                | Regatul Unit     | 53°14′03″N 0°32′10″W / 53.23429459009936°N 0.536009240054029°V    |
|         | Domul Santa Maria del Fiore (în italiană Basilica di Santa Maria del Fiore)                                                                 | 153      |          |         | 90     | 1436         | Florența                               | Italia           | 43°46′23″N 11°15′21″E / 43.77314186831657°N 11.25596116193977°E   |
|         | Bazilica Sfântul Paul din afara Zidurilor (în italiană Basilica di San Paolo fuori le mura)}                                                | 150      | 131,66   |         | 80     | c. 600       | Roma                                   | Italia           | 41°51′32″N 12°28′34″E / 41.858783472978644°N 12.476180449141342°E |
|         | Catedrala Notre-Dame din Reims (în franceză Cathédrale Notre-Dame de Reims)                                                                 | 149,17   | 138,75   |         | 90     | 1211–1275    | Reims                                  | Franța           | 49°15′14″N 4°02′03″E / 49.253824143189924°N 4.034044053044398°E   |
|         | Catedrala din Peterborough (în engleză Peterborough Cathedral)                                                                              | 147      |          |         |        | 1118–1237    | Peterborough                           | Regatul Unit     | 52°34′21″N 0°14′21″W / 52.57248194064889°N 0.23920662958455025°V  |
|         | Catedrala din Amiens (în franceză Cathédrale Notre-Dame d'Amiens)                                                                           | 145      |          |         | 70     | c. 1300      | Amiens                                 | Franța           | 49°53′41″N 2°18′07″E / 49.894587707557534°N 2.3020598318153795°E  |
|         | Catedrala Adormirea Maicii Domnului din Rouen (în franceză Cathédrale Notre-Dame de Rouen)                                                  | 144      | 136,86   | 60      | 61,6   | 1202         | Rouen                                  | Franța           | 49°26′25″N 1°05′42″E / 49.440140055325436°N 1.0950157116770838°E  |
|         | Catedrala din Durham (în engleză Durham Cathedral)                                                                                          | 143      |          |         |        | 1133         | Durham                                 | Regatul Unit     | 54°46′24″N 1°34′35″W / 54.773230786815844°N 1.5763901114529506°V  |
|         | Catedrala din Marsilia (în franceză Cathédrale Sainte-Marie-Majeure de Marseille)                                                           | 142      |          |         |        | 1893         | Marsilia                               | Franța           | 43°17′57″N 5°21′53″E / 43.29925963337879°N 5.364697219579252°E    |
|         | Bazilica Națională a Sfintei Inimi (în franceză Basilique nationale du Sacré-Cœur)                                                          | 140,94   |          |         | 107,8  | 1970         | Koekelberg                             | Belgia           | 50°52′02″N 4°19′01″E / 50.86721549030003°N 4.316946552983658°E    |
|         | Catedrala din Norwich (în engleză Norwich Cathedral)                                                                                        | 140      |          |         |        | 1096–1145    | Norwich                                | Regatul Unit     | 52°37′55″N 1°18′04″E / 52.63189471974018°N 1.3011843292012963°E   |
|         | Bazilica Jurământului Național (în spaniolă Basílica del Voto Nacional)                                                                     | 140      |          |         | 35     | 1883–1924    | Quito                                  | Ecuador          | 0°12′54″S 78°30′28″W / 0.21498602923520824°S 78.50764241706938°V  |
|         | Bazilica Altarului Național al Neprihănitei Zămisliri (în engleză Basilica of the National Shrine of the Immaculate Conception)             | 150      |          |         | 73     | 1919–1961    | Washington, D.C.                       | Statele Unite    | 38°56′00″N 77°00′02″W / 38.93336559830612°N 77.00064033752547°V   |
|         | Bazilica Maicii Domnului din Licheń din Licheń Stary (în poloneză Bazylika Najświętszej Maryi Panny Licheńskiej w Licheniu Starym)          | 139      | 120      |         | 77     | 1994–2004    | Licheń Stary, Voievodatul Polonia Mare | Polonia          | 52°19′07″N 18°21′12″E / 52.318476282978665°N 18.353270300099325°E |
|         | Domul din Köln (în germană Kölner Dom) | 134,94   |          | 58      | 86,25  | 1248–1880    | Köln                                   | Germania         | 50°56′29″N 6°57′30″E / 50.94127499148173°N 6.958281396910623°E    |
|         | Catedrala din Salisbury (în engleză Salisbury Cathedral)                                                                                    | 134,7    |          |         |        | 1258         | Salisbury                              | Regatul Unit     | 51°03′54″N 1°47′50″W / 51.064987071716246°N 1.7972974681117526°V  |
|         | Catedrala Notre-Dame din Tournai (în franceză Cathédrale Notre-Dame de Tournai)                                                             | 134      |          | 48      | 67     | 1140–1255    | Tournai                                | Belgia           | 50°36′23″N 3°23′20″E / 50.60649946937772°N 3.3890163674418834°E   |
|         | Domul din Speyer (în germană Speyerer Dom)                                                                                                  | 134      |          |         | 43     | 1030–1858    | Speyer                                 | Germania         | 49°19′02″N 8°26′32″E / 49.317194897703935°N 8.442236746054927°E   |
|         | Bazilica San Petronio (în italiană Basilica di San Petronio)                                                                                | 132,54   |          |         | 66     | 1390–1658    | Bologna                                | Italia           | 44°29′35″N 11°20′35″E / 44.4929425144157°N 11.343137243152244°E   |
|         | Catedrala din Sevilla (în spaniolă Catedral de Sevilla)                                                                                     | 132      |          | 60      | 100    | 1196         | Sevilia                                | Spania           | 37°23′09″N 5°59′35″W / 37.38581543147897°N 5.993101652396109°V    |
|         | Catedrala din Chartres (în franceză Cathédrale Notre-Dame de Chartres)                                                                      | 130      |          |         | 46     | 1260         | Chartres                               | Franța           | 48°26′52″N 1°29′16″E / 48.44780034738587°N 1.487839108413781°E    |
|         | Catedrala Notre-Dame din Paris (în franceză Cathédrale Notre-Dame de Paris)                                                                 | 130      |          |         | 69     | 1345         | Paris                                  | Franța           | 48°51′11″N 2°21′00″E / 48.85296508279783°N 2.3499047789905116°E   |
|         | Catedrala din Gloucester (în engleză Gloucester Cathedral)                                                                                  | 130      |          |         |        | 1089–1499    | Gloucester                             | Regatul Unit     | 51°52′02″N 2°14′48″W / 51.86730164378563°N 2.24666629137433°V     |
|         | Catedrala Bazilică a Maicii Domnului din Pilar (în spaniolă Catedral basílica de Nuestra Señora del Pilar)                                  | 127      |          |         | 67     | 1681–1872    | Zaragoza                               | Spania           | 41°39′25″N 0°52′43″W / 41.656895572603375°N 0.8785049330784306°V  |
|         | Catedrala Mântuirii Neamului | 126,1    |          |         | 67,7   | 2010–2025    | București                              | România          | 44°25′34″N 26°04′55″E / 44.42600076117139°N 26.0820599081784°E    |
|         | Catedrala Sfântul Vitus din Praga (în cehă Katedrála svatého Víta, Václava a Vojtěcha)                                                      | 124      |          |         | 60     | 1344–1929    | Praga                                  | Cehia            | 50°05′27″N 14°24′02″E / 50.09088703924566°N 14.400510055753209°E  |
|         | Biserica Sfântul Ioan (în neerlandeză Sint-Janskerk)                                                                                        | 123      |          |         | 49     | c. 1300      | Gouda                                  | Țările de Jos    | 52°00′39″N 4°42′39″E / 52.010886394788805°N 4.710753612818725°E   |
|         | Catedrala din Toledo (în spaniolă Catedral de Toledo)                                                                                       | 122      |          |         | 59     | c. 1500      | Toledo                                 | Spania           | 39°51′26″N 4°01′25″W / 39.857097797804116°N 4.023567462621043°V   |
|         | Bazilica Sfântul Ioan din Lateran (în italiană Basilica di San Giovanni in Laterano)                                                        | 121,66   |          |         | 140    | 324–1735     | Roma                                   | Italia           | 41°53′09″N 12°30′20″E / 41.885881322871064°N 12.505676184706282°E |
|         | Catedrala Maicii Domnului a Îngerilor (în engleză Cathedral of Our Lady of the Angels)                                                      | 120,62   |          |         |        | 2002         | Los Angeles                            | Statele Unite    | 34°03′28″N 118°14′42″W / 34.05772034592406°N 118.24499270700191°V |
|         | Catedrala din La Plata (în spaniolă Catedral de la Inmaculada Concepción de La Plata)                                                       | 120      |          |         |        | 1999         | La Plata                               | Argentina        | 34°55′22″S 57°57′23″W / 34.922833171255675°S 57.95625483341512°V  |
|         | Catedrala Metropolitană din Mexico City (în spaniolă Catedral Metropolitana de la Ciudad de México)                                         | 119,55   | 110      |         | 54,5   | 1813         | Mexico City                            | Mexic            | 19°26′04″N 99°07′59″W / 19.434389755421684°N 99.13309313337209°V  |
|         | Catedrala din Uppsala (în suedeză Uppsala domkyrka)                                                                                         | 118,70   |          |         |        | 1431         | Uppsala                                | Suedia           | 59°51′29″N 17°38′00″E / 59.85819428117607°N 17.63342966805465°E   |
|         | Catedrala din Anvers (în franceză Cathédrale Notre-Dame d'Anvers)                                                                           | 118,60   | 101      |         | 75     | 1521         | Antwerp                                | Belgia           | 51°13′13″N 4°24′05″E / 51.220266511792296°N 4.4015150263759315°E  |
|         | Biserica mănăstirii Santa Giustina (în italiană Abbazia di Santa Giustina)                                                                  | 118,50   |          |         |        | 1606         | Padova                                 | Italia           | 45°23′48″N 11°52′45″E / 45.39653572935456°N 11.879241567129458°E  |
|         | Biserica Sfântul Bavo (în neerlandeză Grote of Sint-Bavokerk)                                                                               | 118      |          |         | 41     | 1520         | Haarlem                                | Țările de Jos    | 52°22′52″N 4°38′14″E / 52.3810707347864°N 4.637334797001812°E     |
|         | Bazilica din Esztergom (în maghiară Esztergomi bazilika)                                                                                    | 118      |          |         | 49     | 1869         | Esztergom                              | Ungaria          | 47°47′57″N 18°44′11″E / 47.79906437499751°N 18.73652298760059°E   |
|         | Catedrala din Ferrara (în italiană Cattedrale di San Giorgio Martire)                                                                       | 118      |          |         |        | 1493         | Ferrara                                | Italia           | 44°50′09″N 11°37′11″E / 44.835765293524695°N 11.619711296545184°E |
|         | Catedrala din Wells (în engleză Wells Cathedral)                                                                                            | 116,7    |          |         |        | 1176–1490    | Wells                                  | Regatul Unit     | 51°12′38″N 2°38′36″W / 51.21044432852597°N 2.643404600375016°V    |
|         | Catedrala din Den Bosch (în neerlandeză Kathedrale Basiliek van Sint Jan Evangelist)                                                        | 115      |          |         | 62     | 1380–1550    | 's-Hertogenbosch                       | Țările de Jos    | 51°41′17″N 5°18′31″E / 51.68816512474628°N 5.308541867509895°E    |
|         | Bazilica Sfânta Maria a Îngerilor (în italiană Basilica di Santa Maria degli Angeli)                                                        | 114,76   |          |         | 65     | 1679         | Assisi                                 | Italia           | 43°03′28″N 12°34′48″E / 43.05787934751341°N 12.580124127329483°E  |
|         | Catedrala Sfânta Maria (în engleză St Mary's Cathedral)                                                                                     | 114,61   | 107      |         | 33     | 2000         | Sydney                                 | Australia        | 33°52′16″S 151°12′48″E / 33.87119137473032°S 151.21332949776857°E |
|         | Domul din Berlin (în germană Berliner Dom)                                                                                                  | 114      |          |         | 73     | 1905         | Berlin                                 | Germania         | 52°31′09″N 13°24′04″E / 52.51905832388485°N 13.401080008667227°E  |
|         | Catedrala din Troyes (în franceză Cathédrale Saint-Pierre-et-Saint-Paul de Troyes)                                                          | 114      |          |         | 50     | 1905         | Troyes                                 | Franța           | 48°18′02″N 4°04′54″E / 48.30049669485794°N 4.081556349509283°E    |
|         | Catedrala Metropolitană din Baltimore (în engleză Cathedral of Mary Our Queen)                                                              | 113      |          |         | 40     | 1959         | Baltimore                              | Statele Unite    | 39°21′31″N 76°37′34″W / 39.35874145316472°N 76.6260874215423°V    |
|         | Catedrala Metropolitană din São Paulo (în portugheză Catedral Metropolitana de São Paulo)                                                   | 111,45   |          |         | 46     | 1967         | São Paulo                              | Brazilia         | 23°33′05″S 46°38′04″W / 23.551282022898114°S 46.63434203386272°V  |
|         | Catedrala Sfântul Isaac (în rusă Исаакиевский собор, transliterat: Isaakievski sobor)                                                       | 111,2    |          |         | 97,6   | 1818–1858    | Sankt Petersburg                       | Rusia            | 59°56′02″N 30°18′23″E / 59.93390363112958°N 30.306486338612178°E  |
|         | Catedrala din Saint Louis (în engleză Cathedral Basilica of Saint Louis)                                                                    | 111,2    |          |         | 62     | 1907–1914    | St. Louis                              | Statele Unite    | 38°38′32″N 90°15′17″W / 38.6423449717797°N 90.25478119213089°V    |
|         | Bazilica Santa Chiara (în italiană Basilica di Santa Chiara)                                                                                | 110,5    |          | 85      | 40     | 1310–1340    | Napoli                                 | Italia           | 43°04′08″N 12°37′01″E / 43.06884208127655°N 12.617006566995578°E  |
|         | Catedrala Westminster din Londra (în engleză Westminster Cathedral)                                                                         | 110      |          |         | 52     | 1903         | Londra                                 | Regatul Unit     | 51°29′45″N 0°08′22″W / 51.4958081368767°N 0.13944000305447388°V   |
|         | Hagia Sophia | 109,57   |          |         |        | 537          | Istanbul                               | Turcia           | 41°00′31″N 28°58′49″E / 41.00857892330016°N 28.98017633743934°E   |
|         | Biserica Maicii Domnului a mănăstirii Dordrecht (în neerlandeză Grote Kerk of Onze-Lieve-Vrouwekerk)                                        | 108      |          |         |        | 1470         | Dordrecht                              | Țările de Jos    | 51°48′51″N 4°39′38″E / 51.814171555526585°N 4.660674296965681°E   |
|         | Bazilica Arhicatedrală din Gdańsk-Oliwa (în poloneză Bazylika archikatedralna w Gdańsku-Oliwie)                                             | 107      | 97,6     |         | 19     | c. 1350      | Gdańsk                                 | Polonia          | 54°24′40″N 18°33′29″E / 54.410978872617164°N 18.55802163210316°E  |
|         | Biserica mănăstirii Alcobaça (în portugheză Mosteiro de Alcobaça)                                                                           | 106      |          |         | 52     | 1252         | Alcobaça                               | Portugalia       | 39°32′54″N 8°58′47″W / 39.54820648631482°N 8.97961139760684°V     |
|         | Catedrala Sfântul Patrick (în engleză St Patrick's Cathedral)                                                                               | 103,6    |          |         | 56,4   | 1858         | Melbourne                              | Australia        | 37°48′36″S 144°58′35″E / 37.810090158958474°S 144.976416696171°E  |
|         | Catedrala Sfintei Cruci (în engleză Cathedral of the Holy Cross)                                                                            | 103,5    |          |         | 27     | 1875         | Boston                                 | Statele Unite    | 42°20′27″N 71°04′11″W / 42.34082127991545°N 71.06960208028046°V   |
|         | Bazilica Sfânta Maria din Gdańsk (în poloneză Bazylika konkatedralna Wniebowzięcia Najświętszej Maryi Panny w Gdańsku)                      | 103,5    |          |         | 66     | 1496         | Gdańsk                                 | Polonia          | 54°20′59″N 18°39′11″E / 54.34979968177589°N 18.653166108785914°E  |
|         | Biserica Lebuinus (în neerlandeză Lebuïnuskerk)                                                                                             | 102      | 99,10    |         | 38,65  | 1525         | Deventer                               | Țările de Jos    | 52°15′07″N 6°09′16″E / 52.25184327743298°N 6.154506432575869°E    |
|         | Catedrala din Nidaros (în norvegiană Nidarosdomen)                                                                                          | 102      |          |         |        | c. 1300      | Trondheim                              | Norvegia         | 63°25′37″N 10°23′49″E / 63.42690997681553°N 10.396931462785995°E  |
|         | Catedrala Saint Patrick din New York (în engleză St. Patrick's Cathedral)                                                                   | 101,19   |          |         | 53     | 1878         | New York City                          | Statele Unite    | 40°45′31″N 73°58′34″W / 40.758609835832445°N 73.97618676343804°V  |
|         | Catedrala din Aarhus (în daneză Aarhus Domkirke)                                                                                            | 93       |          | 67      | 51,8   | 1300         | Aarhus                                 | Danemarca        | 56°09′25″N 10°12′39″E / 56.15689016864744°N 10.2108882899948°E    |
|         | Catedrala Rozariului (în engleză Rosary Cathedral)                                                                                          | 87       |          |         | 65,53  | 1940         | Toledo                                 | Statele Unite    | 41°40′22″N 83°33′20″W / 41.67265327562884°N 83.55566672997605°V   |
|         | Catedrala Tuturor Sfinților (în engleză All Saints Cathedral)                                                                               | 77,72    | 65       | 41      | 26     | 1910         | Halifax                                | Canada           | 44°38′25″N 63°34′49″W / 44.640243565151174°N 63.580172251317244°V |
|         | Catedrala Alexandr Nevski din Sofia (în bulgară Свети Александър Невски, transliterat: Sveti Aleksandăr Nevski)                             | 72       |          |         | 55     | 1912         | Sofia                                  | Bulgaria         | 42°41′45″N 23°19′58″E / 42.695883192669804°N 23.33287710194775°E  |